# Прокопије Јерусалимски
Свети великомученик Прокопије је хришћански светитељ из 4. века. Рођен је у Јерусалиму. Име по рођењу било му је Неаније. Био је војвода у служби цара Диоклецијана.
Према легенди, у време прогона хришћана, Диоклецијан је одредио Неанија да с једним одредом војске иде у Александрију и тамо затре хришћане. На том путу, Неанију се десило нешто слично као некада Савлу, касније апостолу и светитељу Павлу. Десио се јак земљотрес, након чега му се обратио Бог речима: „Неаније, камо идеш, и на кога устајеш?". На његово питање: „ко си ти, Господе? Не могу да те познам." показао се у ваздуху пресветао крст, као од кристала, и зачуо се глас: „Ја сам Исус распети Син Божји“... „овим знамењем које си видео побеђуј непријатеље своје, и мир мој биће с тобом“.
Тај доживљај потпуно је обрнуо и променио живот војводе Неанија. Он је направио онакав крст какав је видео, и место да пође против хришћана он крете с војском против Агарјана, који удараху на Јерусалим. Као победилац он уђе у Јерусалим и објави мајци да је он хришћанин. Изведен пред судију, он скиде са себе појас војводски и мач, и баци пред судију, показавши тиме, да је он само војник Христа Цара. После великих мучења бачен у тамницу, где му се јави опет Господ Исус Христос, који га и крсти и надеде му име Прокопије. Једног дана дођоше му на тамнички прозор 12 жена и рекоше му: „и ми смо слушкиње Христове." Оптужене за ово оне беху бачене у исту тамницу, где их св. Прокопије учаше вери Христовој, а нарочито томе како ће примити венац мученички. Зато се у чину венчања брачних помиње св. Прокопије, поред боговенчаног цара Константина и Јелене. Тих 12 жена бише потом страшно мучене. Гледајући њихове муке и храброст мајка Прокопијева такође поверова у Христа, те свих 13 буду погубљене. Када св. Прокопије би изведен на губилиште он диже руке према истоку и помоли се Богу за све бедне и невољне, сироте и удове, а нарочито за Цркву свету, да узрасте и распростре се и да хришћанство дуговечно траје. И би му с неба јављено да је услишана молитва његова, после чега он радосно простре главу своју под мач, и оде Господу своме у вечну радост. Чесно пострада св. Прокопије у Кесарији Палестинској и увенча се венцем бесмртне славе 8. јула 303. године.
Православна црква слави Светог Прокопија Јерусалимског 8. јула, по јулијанском, односно 21. јула по грегоријанском календару.
Савез српских ветерана и добровољаца од 1876. до 1918. славио је св. Прокопија, као успомену на „победу на Дрини", 1876. године. Насеље у београдском Прокопу такође је славило овог свеца.